# Partido Comunista Polaco (2002)
El Partido Comunista Polaco (Polaco: Komunistyczna Partia Polski, KPP) es un partido comunista polaco. El partido fue fundado el 9 de octubre de 2002.
El partido es considerado el sucesor histórico e ideológico del Partido Comunista Polaco, que estuvo en funcionamiento entre 1918 y 1938. El periódico del partido es el mensual "Amanecer". El actual líder fue elegido en el III Congreso del KPP, celebrado en diciembre de 2010, que sucedió al antiguo líder Józef Łachut.

## Historia
El Partido Comunista Polaco fue fundado en julio de 2002 en Dąbrowa Górnicza por activistas en gran parte derivados de la Unión de Comunistas Polacos "Proletariado", que existía desde 1990 y fue liquidado por las autoridades estatales debido a procedimientos formales.
El primer congreso del partido tuvo lugar en diciembre de 2002, el segundo, en diciembre de 2006, el tercero, en diciembre de 2010, el cuarto, en marzo de 2015 y el quinto en julio de 2019.
En las elecciones parlamentarias polacas en 2005 y 2007, los miembros del KPP comenzaron a partir de las listas del Partido Laborista Polaco (PPA). En las elecciones presidenciales polacas de 2005, el partido apoyó a Daniel Podrzycki del PPP (que murió poco antes de las elecciones en un accidente de tráfico).
Antes de las elecciones presidenciales de Polonia de 2010, el presidente del partido Józef Łachut expresó en el Congreso de la Alianza de Izquierda su apoyo a la candidatura de Grzegorz Napieralski de la Alianza de Izquierda Democrática. 
En las elecciones locales polacas de 2010, el partido formó un comité electoral (Comité Electoral Rojo de Wrocław) y presentó candidatos para el ayuntamiento de Wrocław. En las elecciones parlamentarias de Polonia de 2011, los miembros individuales del KPP empezaron al Sejm de las listas del SLD o del PPP.
El Partido Comunista Polaco pidió un boicot de las elecciones parlamentarias de Polonia de 2015. Además, estableció contactos con la Izquierda polaca. En las elecciones parlamentarias de Polonia de 2019, el KPP presentó un candidato a La izquierda para el Sejm. Antes de las elecciones presidenciales de Polonia de 2020, el Partido Comunista Polaco apoyó la candidatura de Waldemar Witkowski del Sindicato Laboral. El KPP ya no es parte de La Izquierda alianza política.

## Programa del partido
El Partido Comunista Polaco proclama consignas anticapitalista y antiimperialista. Busca introducir el socialismo y tomar el poder político y económico por el proletariado. También exige la sustitución de la propiedad capitalista por propiedad social a través de la nacionalización de la industria, el comercio y los recursos naturales. Abogan por derechos sociales amplios (incluida la educación gratuita y universal y la atención médica gratuita). El partido es por la igualdad y la separación de la Iglesia y el estado (incluida la no financiación por parte del estado de las asociaciones religiosas y la retirada de la instrucción religiosa de las escuelas públicas). 
También postula el cese de la privatización y la reprivatización y la reforma tributaria (sistema tributario progresivo, limitación del IVA), así como la investigación de antecedentes. Critica la liquidación de la República Popular de Polonia y la eliminación de su legado. El KPP también está en contra de la participación de Polonia en la Unión Europea y la OTAN. Además, el partido se opone firmemente a las leyes de descomunización adoptadas por el gobierno de Ley y Justicia ya la política histórica seguida por el Instituto de la Memoria Nacional.
En su sitio web, el KPP glorifica a Iósif Stalin como el "Libertador de las Naciones y Kim Jong-Il como el "Gran Líder", y apoyó el gobierno de Corea del Norte y cree en la versión soviética sobre la Masacre de Katyn

## Estructura y actividades
El número de activistas del Partido Comunista Polaco a lo largo de los años osciló entre varios cientos y más de mil activistas.
El máximo órgano ejecutivo del KPP es el Comité Ejecutivo Nacional. El órgano central de control del partido es la Comisión Nacional Estatutaria y de Auditoría. El órgano designado para conocer de los casos individuales de los miembros del partido derivados de los recursos contra las resoluciones de los órganos, incluidas las resoluciones de exclusión del mismo, es la Corte Nacional de Pares.

## Publicación
El periódico oficial del partido es Brzask, publicado por suscripción y disponible en Internet.

## Líderes
- 14 de diciembre de 2002 al 8 de diciembre de 2006 - Marcin Adam
- 8 de diciembre de 2006 al 11 de diciembre de 2010 - Józef Łachut
- 11 de diciembre de 2010 – actualidad - Krzysztof Szwej

## Estatus legal
La existencia de partidos comunistas en Polonia y sus actividades son legales siempre que se refieran a la ideología del sistema comunista, sin pasar por los métodos y prácticas del totalitario.  Del mismo modo, el simbolismo comunista no está prohibido en Polonia. El Partido Comunista Polaco se desvincula por completo del uso de métodos totalitarios.
En 2013, el activista de Ley y Justicia Bartosz Kownacki solicitó que se prohibiera el partido por supuesta propagación del totalitarismo. Como resultado de la investigación, la oficina del fiscal no encontró ninguna evidencia de un delito y suspendió la investigación. De 2015 a 2019, se llevó a cabo un juicio por la supuesta promoción del sistema totalitario por parte de activistas del KPP en Brzask. El 18 de enero de 2019, el Tribunal de Distrito de Dąbrowa Górnicza declaró a los editores de la revista "Brzask" inocentes de los presuntos delitos.
Como parte de la solidaridad con el KPP en relación con los procedimientos judiciales en su contra, en 2018 y 2019 protestas frente a las embajadas polacas organizaron, entre otros, por el Partido Comunista de Grecia, el Partido del Trabajo de Bélgica y el Partido Comunista de Gran Bretaña, etc. En Polonia, la solidaridad con el KPP fue declarada por la Alianza de la Izquierda Democrática y  Democracia Obrera.